# Шамлу
Шамлу (также Шамлы, азерб. Şamlı или Şamlı eli) — одно из крупнейших тюркских племенных союзов, входивших  в состав племенной конфедерации кызылбашей.

## История
Происхождение племени Шамлу, связано с огузскими племенами афшар и бейдилли, во время сельджукских завоеваний поселившихся в Азербайджане, Иране, и восточной части Анатолии. Эти племена не желая принимать господство монголов переселились в пределы Сирии — Шам (отсюда их название Шамлу — из Сирии). Во время походов Тамерлана против Османской империи, это племя было переселено в окрестности Ардебиля и переданы в подчинение шейху суфийского ордена Сефевийе, Ходжа Али. Шамлу были родом из Газиантепа, Алеппо и Антакьи. Став в мюридами шейхов ордена, приняв их власть, под руководством шейхов, они объединились с другими тюркскими племенами Азербайджана и Анатолии, также принявших учение и власть ордена, в племенную конфедерацию кызылбашей, участвую во всех военных кампаниях ордена, принесших в итоге юному шейху Исмаилу, власть над Азербайджаном и Ираном. В новосозданном Сефевидском государстве, племя Шамлу занимало второе привилегированное положение в государстве после племени Устаджлу, из числа которых выдвигались многие крупные чиновники и военачальники. В качестве ульков племени были дарованы земельные владения в Южном Азербайджане, Ширване,  равнинном Карабахе, Хорасане, выходцы из племени Шамлу, занимали должность беглярбеков Герата, ставшей наследственной для представителей этого племени.
При правлении сефевидского шаха Мухаммада Худабенде, шахская власть ослабла, что дало толчок к борьбе за передел власти в государстве между эмирами кызылбашских племен. При правлении последнего, в государстве разразилась ожесточённая междоусобная война между племенами Шамлу и Устаджлу. Вступивший на трон шах Аббас I, в результате реформ и борьбы с феодальной анархией, укрепив свою личную власть, полностью подчинил себе кызылбашские племена, лишив эмиров власти над своими племенами, а сами племена объединив в новосозданную личную гвардию шахсеванов.

### Оймаки[2]Шамлу
- Бейдилли
- Беджирлы
- Джерид
- Гарагёзлю
- Ашиглы

### Известные представители племени Шамлу
- Хусейн бек Шамлу — воспитатель (леле) шаха Исмаила I, эмир-аль-умара государства
- Абди бек Шамлу — правитель Герата
- Махмудгулу хан Шамлу — правитель (хаким) Гиляна
- Сулейман халифе Шамлу — правитель (хаким) Астрабада
- Ахмед султан шамлу — правитель (хаким) Систана
- Алимардан хан Шамлу — посол Надир-шаха Афшара